# Liste der Biografien/Gorl
Liste der Biografien |
Portal Biografien |
Personensuche
# |
A |
B |
C |
D |
E |
F |
G |
H |
I |
J |
K |
L |
M |
N |
O |
P |
Q |
R |
S |
T |
U |
V |
W |
X |
Y |
Z |
?
 
Ga |
Gb |
Gc |
Gd |
Ge |
Gf |
Gh |
Gi |
Gj |
Gk |
Gl |
Gm |
Gn |
Go |
Gp |
Gq |
Gr |
Gs |
Gu |
Gv |
Gw |
Gy |
Gz
 
Goa |
Gob |
Goc |
God |
Goe |
Gof |
Gog |
Goh |
Goi |
Goj |
Gok |
Gol |
Gom |
Gon |
Goo |
Gop |
Gor |
Gos |
Got |
Gou |
Gov |
Gow |
Goy |
Goz
 
Gora |
Gorb |
Gorc |
Gord |
Gore |
Gorf |
Gorg |
Gorh |
Gori |
Gorj |
Gork |
Gorl |
Gorm |
Gorn |
Goro |
Gorp |
Gorr |
Gors |
Gort |
Goru |
Gorv |
Gory |
Gorz
Die Liste der Biografien führt alle Personen auf, die in der deutschsprachigen Wikipedia einen Artikel haben. Dieses ist eine Teilliste mit 69 Einträgen von Personen, deren Namen mit den Buchstaben „Gorl“ beginnt.

## Gorl
- Görl, Heinrich (1936–2013), deutscher Generalstaatsanwalt, Schriftsteller
- Görl, Robert (* 1955), deutscher Musiker
- Görl, Wolfgang (* 1954), deutscher Journalist, Reporter und Kolumnist

### Gorla
- Gorla, Elisa (* 1976), italienische Mathematikerin und Hochschullehrerin
- Gorla, Giorgio (* 1944), italienischer Segler
- Görlach, Alexander (* 1976), deutscher Journalist, Publizist und HerausgeberAlexander Görlach (* 1976)

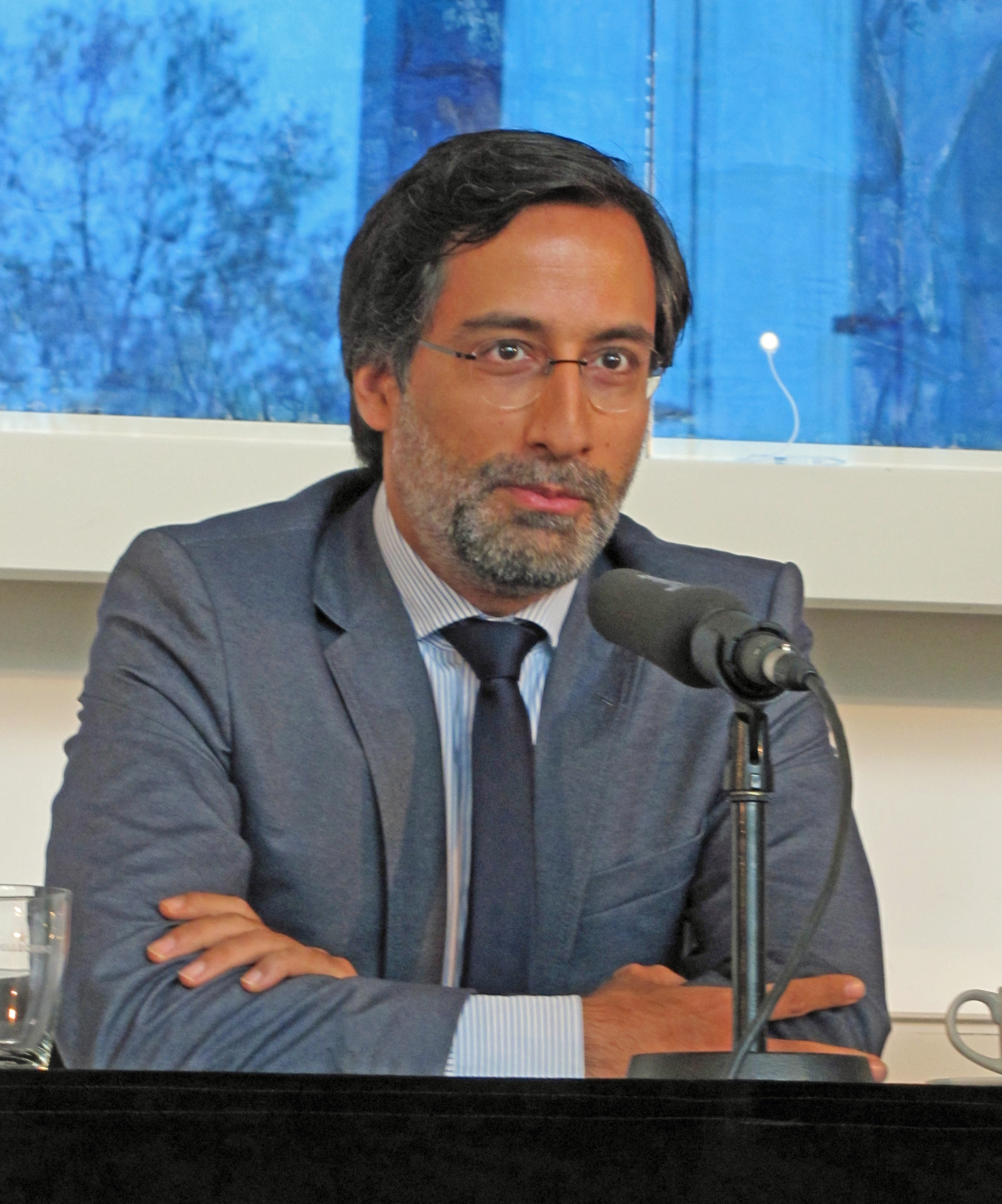
Alexander Görlach (* 1976)

- Görlach, August (1854–1931), deutscher Politiker (ThLB)
- Görlach, Axel (* 1966), deutscher Autor und Lyriker
- Görlach, Erwin (1902–1974), deutscher Grafiker und Maler
- Görlach, Manfred (1937–2023), deutscher Anglist
- Görlach, Willi (* 1940), deutscher Politiker (SPD), MdL, MdEP
- Görland, Albert (1869–1952), deutscher Philosoph
- Görland, Ingtraud (1933–2021), deutsche Philosophin
- Gorlas, Johannes (* 1934), deutscher Chemie-Ingenieur, Gewerkschafter und Politiker (SPD), MdL
- Gorlatch, Alexej (* 1988), deutsch-ukrainischer klassischer Pianist und Musikpädagoge
- Gorlatch, Sergei (* 1957), ukrainischer Informatiker und Professor für Praktische Informatik
- Gorlats, Valeria (* 1998), estnische Tennisspielerin

### Gorld
- Gorldt, Silke (1976–2002), deutsche Kitesurferin

### Gorle
- Gorle, Marquise-Thérèse de (1633–1668), französische Schauspielerin
- Görler, Hans (1939–2002), deutscher Verwaltungsbeamter und Staatssekretär (Berlin)
- Görler, Konrad (1936–2012), deutscher Geologe
- Görler, Woldemar (1933–2022), deutscher Klassischer Philologe
- Gorlero, Giulia (* 1990), italienische Wasserballspielerin

### Gorli
- Görlich, Andreas (* 1957), deutscher Ruderer
- Görlich, Bernard (* 1949), deutscher Sozialpsychologe
- Görlich, Dirk (* 1966), deutscher Biochemiker
- Görlich, Ernst Joseph (1905–1973), österreichischer Historiker und Schriftsteller
- Görlich, Francisco Javier (1886–1972), spanischer Architekt
- Görlich, Franz Xaver (1801–1881), deutscher römisch-katholischer Geistlicher und Verfasser von Orts- und Ordens-Chroniken
- Görlich, Günter (1928–2010), deutscher Schriftsteller
- Görlich, Joachim Georg (1931–2009), deutscher Musiker, Komponist und Journalist
- Görlich, Luis (* 2000), deutscher Fußballspieler
- Görlich, Luisa (* 1998), deutsche Skispringerin
- Görlich, Marek (* 1979), deutscher Zehnkämpfer
- Görlich, Marie (1851–1896), mährische Malerin und Illustratorin
- Görlich, Matthias (* 1975), deutscher Grafikdesigner und Professor für Kommunikationsdesign
- Görlich, Paul (1905–1986), deutscher Physiker
- Görlich, Sophia (* 1998), deutsche Skispringerin
- Görlich, Ulrich (* 1952), deutsch-schweizerischer Fotograf und Installationskünstler
- Görlin, Carina (* 1963), schwedische Skilangläuferin
- Gorlin, Dan (* 1954), US-amerikanischer Computerspiele-Entwickler
- Görling, Felix (1860–1932), deutscher Bildhauer und Maler
- Görling, Miff (1909–1998), schwedischer Jazz- und Unterhaltungsmusiker (Posaune, Komposition, Arrangement)
- Görling, Reinhold (* 1952), deutscher Hochschullehrer, Literatur-, Kultur- und Medienwissenschaftler
- Görling, Zilas (1911–1960), schwedischer Jazzmusiker (Tenorsaxophon)
- Görlinger, Robert (1888–1954), deutscher Politiker (SPD), MdL, MdB
- Görlitz, Andreas (* 1982), deutscher Fußballspieler und RockmusikerAndreas Görlitz (* 1982)

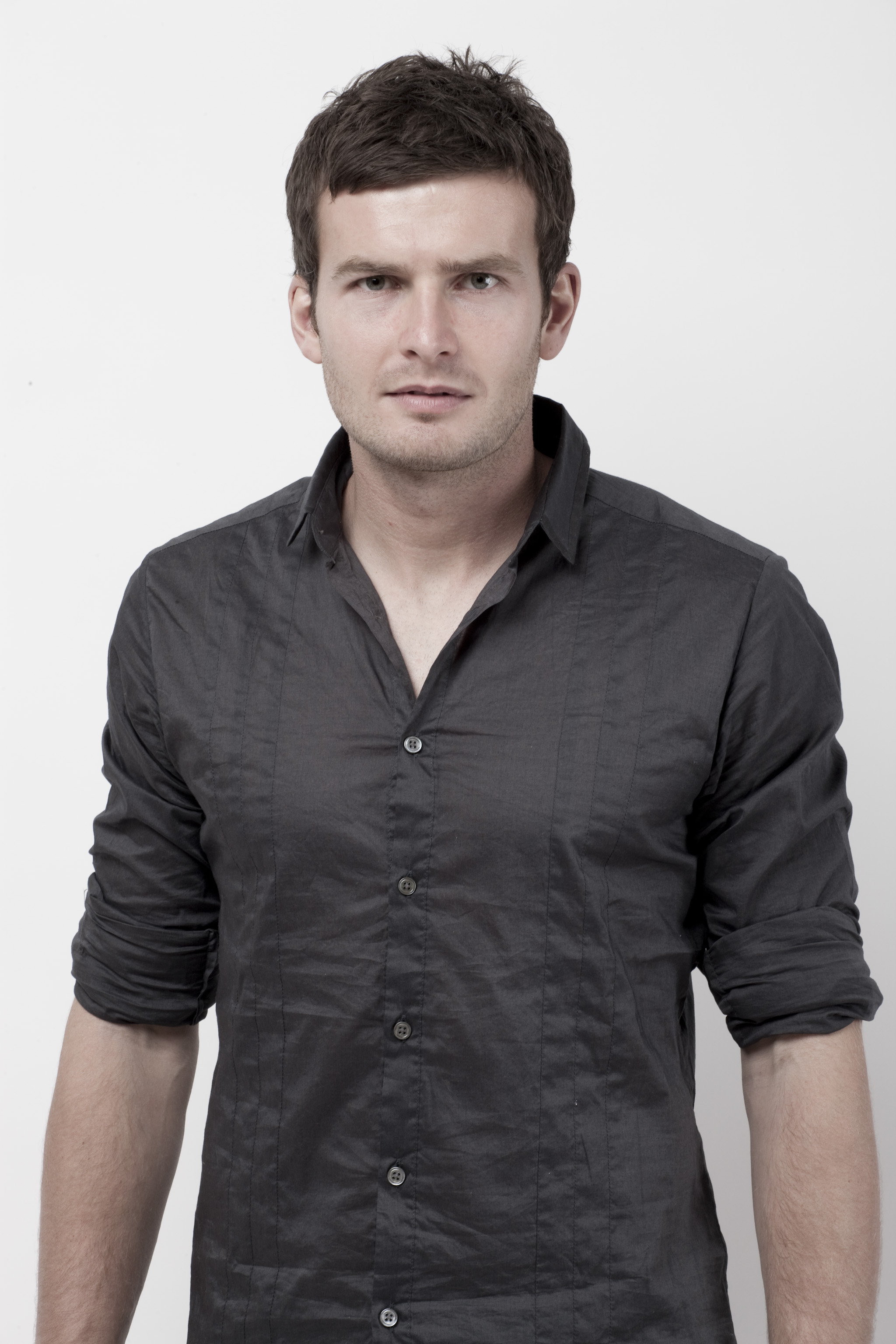
Andreas Görlitz (* 1982)

- Görlitz, Axel (* 1935), deutscher Politikwissenschaftler und emeritierter Hochschullehrer
- Görlitz, Christian (1944–2022), deutscher Filmregisseur und Drehbuchautor
- Görlitz, Dieter (* 1937), deutscher Politiker, bayerischer Landtagsabgeordneter (1974–1983) und Oberbürgermeister der Stadt Deggendorf (1983–2000)
- Görlitz, Dietmar (* 1937), deutscher Psychologe und Hochschullehrer
- Görlitz, Dominique (* 1966), deutscher Hobby-ArchäologeDominique Görlitz (* 1966)

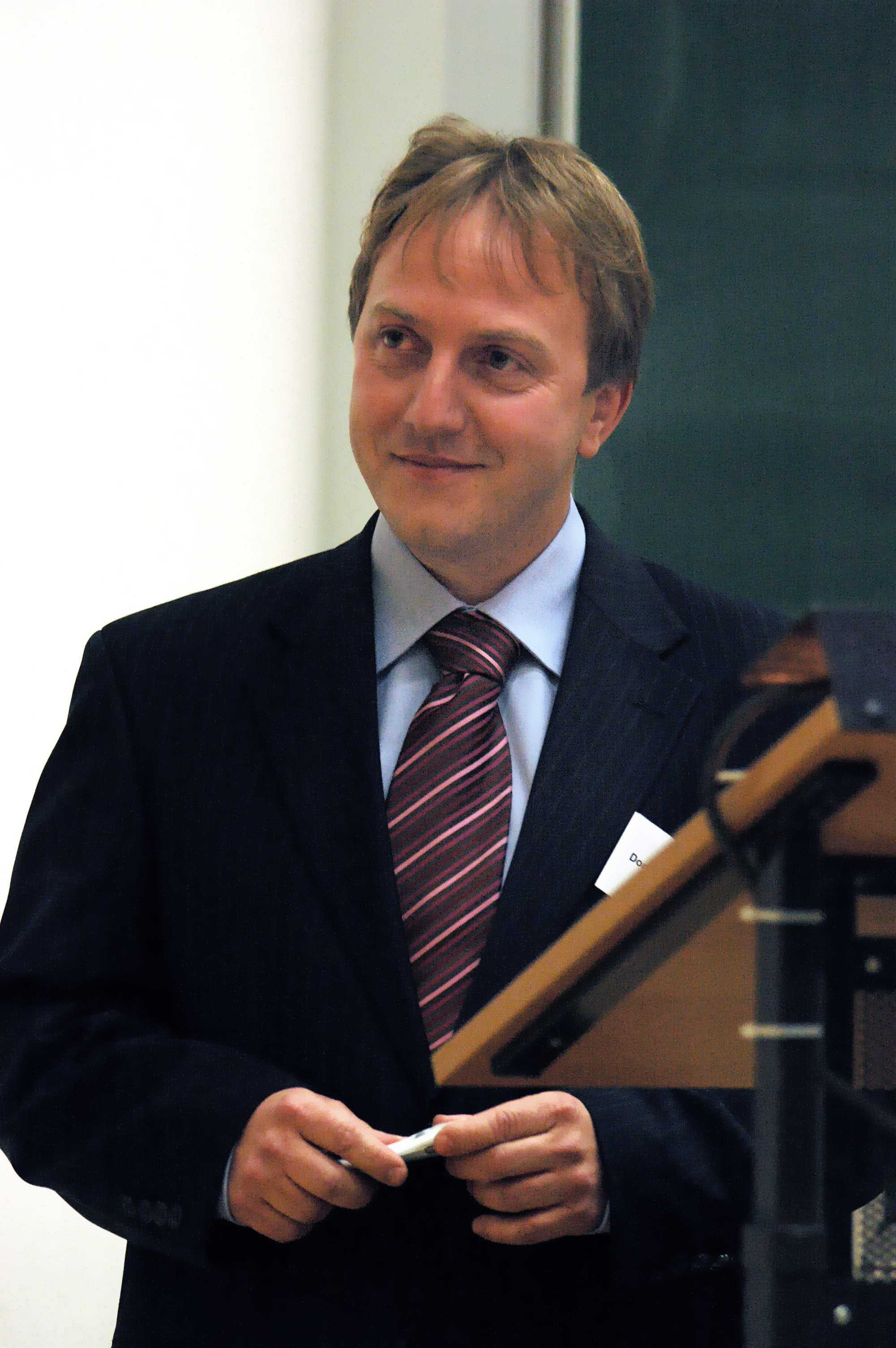
Dominique Görlitz (* 1966)

- Görlitz, Emil (1903–1987), deutsch-polnischer Fußballspieler
- Görlitz, Erika (* 1952), deutsche Politikerin (CSU), MdL
- Gorlitz, Hans, sächsischer Amtshauptmann
- Görlitz, Horst (1921–2012), deutscher Wasserspringtrainer
- Görlitz, Karla (* 2001), deutsche Fußballspielerin
- Görlitz, Michael (* 1987), deutscher Fußballspieler
- Görlitz, Walter (1913–1991), deutscher Schriftsteller, Journalist und Publizist
- Görlitz, Werner (1937–2010), deutscher Maschinenbauingenieur
- Görlitzer, Artur (1893–1945), deutscher Politiker (NSDAP), MdR, stellvertretender Gauleiter von Berlin und Reichstagsabgeordneter
- Gorlitzer, Michael (* 1966), österreichischer Politiker (ÖVP)
- Görlitzer, Torsten (* 1964), deutscher Rennrodler
- Gorlizki, Alexander (* 1967), britischer bildender Künstler

### Gorlo
- Gorlov, Stephan (1619–1678), deutscher Philologe und lutherischer Theologe
- Gorlow, Artjom Sergejewitsch (* 1987), russischer Fußballspieler und Trainer
- Gorlow, Nikolai Matwejewitsch (1911–1989), sowjetischer Schauspieler
- Gorlow, Pjotr Nikolajewitsch (1839–1915), russischer Geologe und Bergbauingenieur

### Gorlu
- Gorlukowitsch, Sergei Wadimowitsch (* 1961), sowjetischer Fußballspieler